# Силвејнија (Алабама)
Силвејнија (енгл. Sylvania) град је у америчкој савезној држави Алабама. По попису становништва из 2010. у њему је живело 1.837 становника.

## Демографија
Према попису становништва из 2010. у граду је живело 1.837 становника, што је 651 (54,9%) становника више него 2000. године.
| Група             | 2000.         | 2010.         |
| Белци             | 1.141 (96,2%) | 1.553 (84,5%) |
| Афроамериканци    | 1 (0,1%)      | 4 (0,2%)      |
| Азијати           | 1 (0,1%)      | 4 (0,2%)      |
| Хиспаноамериканци | 8 (0,7%)      | 206 (11,2%)   |
| Укупно            | 1.186         | 1.837         |